# Medal jubileuszowy „Trzydziestolecia zwycięstwa w Wielkiej Wojnie Ojczyźnianej 1941–1945”
Medal jubileuszowy „Trzydziestolecia zwycięstwa w Wielkiej Wojnie Ojczyźnianej 1941–1945” (ros. Юбилейная медаль „Тридцать лет победы в Великой Отечественной войне 1941–1945 гг.”) – radziecki jubileuszowy medal wojskowy i cywilny.
Medal został ustanowiony dekretem Rady Najwyższej ZSRR z 25 kwietnia 1975 roku dla uczczenia 30 rocznicy zwycięstwa w wielkiej wojnie ojczyźnianej. Medal został ustanowiony w dwóch wariantach: wojskowym i cywilnym.

## Zasady nadawania
Zgodnie z dekretem z dnia 25 kwietnia 1975 roku uprawnionymi do otrzymania medalu byli:
- wszyscy żołnierze i cywilne osoby służące w Sił Zbrojnych ZSRR i biorące udział w Wielkiej Wojny Ojczyźnianej, partyzanci, członkowie ruchu oporu, jak również inne osoby, nagrodzone wcześniej „Medalem za Zwycięstwo nad Niemcami w Wielkiej Wojnie Ojczyźnianej 1941–1945”  i medalem „Za zwycięstwo nad Japonią” (otrzymywali medal w wariancie wojskowym),
- pracownikom nagrodzonym wcześniej Medalem „Za ofiarną pracę w Wielkiej Wojnie Ojczyźnianej 1941–1945” (otrzymywali medal w wariancie cywilnym).

Dekretem z dnia 30 stycznia 1976 roku rozszerzono uprawnionych do otrzymania medalu o:
- pracowników, którzy nagrodzeni byli wcześniej medalami: „Za obronę Leningradu”, „Za obronę Moskwy”, „Za obronę Odessy”, „Za obronę Sewastopola”, „Za obronę Stalingradu”, „Za obronę Kijowa”, „Za obronę Kaukazu” i „Za Obronę Radzieckiego Obszaru Podbiegunowego” (otrzymywali medal w wariancie cywilnym).

Łącznie nadano ok. 14,2 mln medali.

## Opis odznaki
Odznakę stanowi okrągły krążek wykonany z mosiądzu o średnicy 36 mm.
Na awersie znajduje się rysunek pomnika Matka Ojczyzna Wzywa! na tle fajerwerków. Z boku pięcioramienna gwiazda i daty 1945–1975 oraz wieniec laurowy.
Na rewersie w centrum napis ХХХ ЛЕТ ПОБЕДЫ В ВЕЛИКОЙ ОТЕЧЕСТВЕННОЙ ВОЙНЕ 1941–1945 ГГ. (pol. „30-lecie Zwycięstwa w Wielkiej Wojnie Ojczyźnianej 1941–1945). W górnej części napis УЧАСТНИКУ ВОЙНЫ (pol. „Uczestnikowi wojny”) (wariant wojskowy) lub УЧАСТНИКУ ТРУДОВОГО ФРОНТА' (pol. „Uczestnikowi frontu pracy”) (wariant cywilny). W dolnej części wstążka i sierp i młot.
Medal zawieszony był na pięciokątnej blaszce obciągniętej wstążką koloru czerwonego o szer. 24 mm, po bokach wąskie paski koloru pomarańczowego, z prawej strony paski koloru czarnego i pomarańczowego o szer. 3 mm każdy. Z prawej strony paski koloru czerwonego i zielonego o szer. 3 mm każdy.